# Vanserum-Bäck
Vanserum-Bäck är ett naturreservat i Borgholms kommun i Kalmar län.
Området är naturskyddat sedan 2004 och är 416 hektar stort. Reservatet består av betesmark som varit utmarker till byarna Vanserum och Bäck